# 蘇格洛夫 (加利福尼亞州)
蘇格洛夫（英語：Sugarloaf）是位於美國加利福尼亞州聖貝納迪諾縣的一個非建制地區。該地的面積和人口皆未知。

## 地理
蘇格洛夫的座標為34°14′36″N 116°49′44″W / 34.24333°N 116.82889°W，而該地的平均海拔高度為2163米（即7096英尺）。